# Agustín Jiménez
Agustín Jiménez (Càceres, 18 d'octubre de 1970) és un actor i humorista espanyol.

## Trajectòria
Llicenciat en la RESAD en 1993, es va formar i va treballar en diverses branques de l'art. Va ser Professor de Teatre del grup Rosa Chacel durant vuit anys consecutius. Membre de l'Agrupación Coral El Madroño i de la Compañía Lírica Barbieri durant 7 anys, actuant a Los Veranos de la Villa. Membre Fundador de l’emissora Radio Enlace. Membre de la SEI com a Il·lusionista Professional (ha estat alumne a l'escola de Juan Tamariz), i del Club de Payasos Españoles y Artistas de Circo.
Va estudiar Pantomima clàssica amb Julio Castronuovo i Pepe Viyuela i va participar en projectes durant anys en la UNED i altres institucions. Entre els seus treballs més destacats es troben les col·laboracions amb la companyia El Tricicle.
Va ser assessor creatiu d'espectacles i obres de teatre, treballant per a diverses companyies, a televisió i ràdio. Professor de l'INEM d'animadors turístics, professor en la Unión de Actores y Actrices i docent a l'escola de màgia d'Ana Tamariz, de la qual encara és col·laborador habitual. Ponent a la UNED i creador de material pedagògic per a ARCE.
Va ser protagonista d'un gran nombre d'obres i habitual de companyies i productores de renom com Yllana, Pentación, Focus i Nearco. Entre els seus papers més destacats es troben Yllana, Pentación, Focus y Nearco. Entre sus papeles más destacados se encuentran "Piñón", de La cena de los idiotas, o las obras El apagón, Una boda feliz, Ben Hur (Festival Internacional de Teatre Clàssic de Mèrida). És autor teatral de diversos espectacles i ha adaptat obres d'altres autors.
En televisió va ser guionista de sèries com 7 vidas, Casi perfectos, La hora de José Mota, etc. Presentador amb programes propis i col·laborador en programes d'entreteniment: "Diario del Analista Catódico", El hormiguero, El club de Flo, Splunge, La noche... con Fuentes y cía, Los irrepetibles, Espinete no existe i molts més.
A més de la seva obra com a actor de teatre, cinema i televisió, Jiménez ha estat articulista amb secció pròpia a la revista Maxim, al periòdic Marca, i en altres magazins. Compta amb quatre llibres publicats (en editorials com Espasa Calpe): Gente como que no, Los monólogos que te dije, Comedy zoo i Qué pequeño es el cine, que me ha cabido en este libro. Va escriure un dels capítols del llibre "MICRO ABIERTO" de la "Colección de Estudios" de la Universitat Autònoma de Madrid, sobre Estand-up Comedy. Escriptor de nombrosos pròlegs per a altres autors i publicacions sobre comèdia.
És col·laborador de ràdio des que va fundar Radio Enlace. Ha treballat a Cadena 100, La SER, Radio Marca, i actualment és col·laborador habitual del programa de Carlos Alsina Álvarez, Más de uno, a Onda Cero.
En la seva faceta d'il·lustrador i muralista, va ser seleccionat durant dos anys consecutius (i els seus treballs, publicats) en la convocatòria nacional d'humor gràfic "Joven y Brillante". Des de llavors ha publicat a Marca, El Churro Ilustrado, edicions de llibres didàctics i múltiples llibres de comèdia. És conegut per les seves caricatures i vinyetes, que a vegades realitza en directe en programes televisius.
En el món de la comèdia, és un dels creadors i impulsors del gènere del Estand-up a Espanya, i és referent imprescindible com a intèrpret i autor. Entre els seus nombrosos reconeixements, destaquen: Millor Còmic (durant 2 anys consecutius) en Paramount Comedy; Millor Còmic Nacional (Revista FHM); Còmic amb més monòlegs com a intèrpret i autor a El Club de la Comedia; Millor espectacle de monòlegs (ASUME), i una llarga llista de guardons. Convidat durant diversos anys al Festival Internacional d'Humor de Caracol Televisión, Colòmbia, i a altres festivals estrangers. Membre del jurat a El Club de Flo, a El Rey de la Comedia i a certàmens de comèdia nacionals. Forma part de l'elenc estable del Club de la Comèdia amb els seus espectacles teatrals des de l'any 2005.

## Trajectòria professional

### Actor
- Ocho apellidos catalanes (2015)... Anselmo.
- Miamor perdido (2018).
- Yucatán (pel·lícula), de Daniel Monzón (2018).
- Cine Basura (2016).
- Chiringuito de Pepe (2014)... Janfri.
- Se hace saber (2013-2014).
- Atahualpa de Jimmy Entraigües.
- Me prometiste sangre (curtmetratge, 2011).
- El divo (10 capítols, 2011).
- La hora de José Mota (2009-2010).
- ¡A ver si llego! (2009).
- Los irrepetibles de Amstel (18 capítols, 2007): ell mateix.
- 7 vidas (2006).
- Splunge (2005).
- Mis adorables vecinos (60 episodios, 2004).
- Telecompring (7 capítols 2003).
- La hora chanante (16 capítols, 2002-2003)... Diversos personatges.
- ¡Hasta aquí hemos llegado! (2002)... Antonio.
- La kedada (2002)... Barman.
- Soy un truhan, soy un señor (2017) videoclip de Porretas.

### Escriptor
- Manual de locución para emisoras comunitarias.
- Qué pequeño es el cine que me ha cabido en este libro. Ed. Espejo de tinta.
- Los monólogos que te dije. Ed. Planeta.
- Guionista: Siete vidas, Casi perfectos, La hora de José Mota.
- Gente "como que no". Ed. Espasa.

### Ràdio
- Membre fundador de Radio Enlace (1988).
- Col·laborador a Cadena 100 (2000-2002).
- Col·laborador a Cadena SER.
- Col·laborador a Onda Cero. Programa Más de Uno amb Carlos Alsina. (2018-continúa)

### Aparicions a TV
- Espinete no existe. Col·laborador.
- Los más de la comedia. (Antena 3).
- Festival internacional de humor. Caracol tv. (Colombia) (2015-2016).
- Tu cara me suena. (2023), concursant.
- Tu cara no me suena todavía.
- Late Motiv.
- ¿Y tú qué sabes? (2016).
- El hormiguero (2014-2015) Col·laborador
- El hormiguero (23/9/2013) com a entrevistat.
- Famosos al volante.
- El hormiguero. (2015-presente) Invitat
- Así nos va.
- Esta es mi tierra.
- Hotel 13 estrellas, 12 uvas (2012).
- Gala TP de oro 2007 (2008) (TV): ell mateix.
- Password (5 capítols 2008-2010): ell mateix.
- Espejo público (col·laborador).
- Territorio Comanche (3 programes).
- Pasapalabra (15 capítols, 2005-2010): ell mateix.
- Por fin has llegado (2007): ell mateix.
- Los irrepetibles (2007): ell mateix.
- El club de Flo (39 capítols, 2006-2007): ell mateix.
- Tres en raya (2007): ell mateix.
- Planeta Finito (2007): ell mateix.
- Duelo de chefs (2006): ell mateix.
- La mandrágora (2006): ell mateix.
- El analista catódico[Enllaç no actiu] (2006) TV series... Agustín Jiménez - presentador.
- Buenafuente (2006): ell mateix.
- El club de la comedia quinze monòlegs com a autor (2001, 2003-2005, 2011, 2012, 2013): ell mateix.
- Sálvese quien pueda (1 capítol, 2005): ell mateix.
- Splunge (2005)... varios personajes.
- La noche con Fuentes y Cía (dues temporades): ell mateix.
- VII premios ATV (2005) (TV): ell mateix.
- Lo + plus (2004-2005): ell mateix.
- UHF (2004): ell mateix.
- Nuevos cómicos (2001) TV series: ell mateix.
- Mis adorables vecinos... actor secundari.

## Teatre

### Espectacles de monòlegs'
- Cinco hombres.com.
- Hombres, mujeres y punto.
- Cómicos, uno a uno.
- 7 pecados.es
- Wanted, los cómicos más buscados.
- Las noches del Club de la Comedia.
- Curso de interpretación.
- Los monólogos que te dije.
- Clasificado X

### Director del grup teatralRosa Chacel(1992-2000)
- La zapatera prodigiosa.
- Cyrano de Bergerac.
- Luces de bohemia.
- Bodas de sangre.
- Hamlet.
- Vaya ruina de función.
- Grease.

### Actor
- Antígona.
- Dios (una comedia).
- Aquí no paga nadie.
- Sí (Oui).
- Retablo de la avaricia, la lujuria y la muerte.
- El tintero.
- Sarsueles: Los gavilanes, La viejecita i La del manojo de rosas.
- 5Hombres.com
- Hombre mujeres y punto.
- 7Pecados.es.
- Los monólogos que te dije.
- Wanted, los cómicos más buscados
- La cena de los idiotas. Direcció: Cuco Afonso.
- El apagón de Yllana.
- Una boda feliz. (dir. Gabriel Olivares).
- Suceso en el congreso.
- Ben Hur. (Yllana) Festival internacional de teatre clàssic de Mérida.
- Que nadie se mueva. (Dir. Esteban Roel).
- Perdidos. (Dir. Ignasi Vidal).
- El Aroma de Roma. (Dir. Woody Aragón). Festival internacional de teatre clàssic de Mérida.

## Adaptacions
- La extraña pareja (2012).